# Sparagovići
Sparagovići is een plaats in de gemeente Ston in de Kroatische provincie Dubrovnik-Neretva. De plaats telt 136 inwoners (2001).